# Босбил
Босбил (њем. Bosbüll) општина је у њемачкој савезној држави Шлезвиг-Холштајн. Једно је од 132 општинска средишта округа Нордфризланд. Према процјени из 2010. у општини је живјело 222 становника. Посједује регионалну шифру (AGS) 1054016.

## Географски и демографски подаци
Босбил се налази у савезној држави Шлезвиг-Холштајн у округу Нордфризланд. Општина се налази на надморској висини од 3 метра. Површина општине износи 6,3 km². У самом мјесту је, према процјени из 2010. године, живјело 222 становника. Просјечна густина становништва износи 35 становника/km².

## Међународна сарадња
| Мјесто   | Држава               | Врста сарадње | Од    |
| -------- | -------------------- | ------------- | ----- |
|          | Пољска               | пријатељство  | 1991. |
| Мамсбери | Уједињено Краљевство | партнерство   | 1976. |
| Извор    |                      |               |       |